# Th. B. Sick
Theodor Bernhard Sick (7. november 1827 i København – 27. maj 1893 sammesteds) var en dansk officer og komponist, bror til Julius og Kristian Sick.
Th. B. Sick var søn af sekretær, senere gehejmelegationsråd Johannes Henrik Sick (1786-1850) og Johanne Margarethe Thomsen (1794-1869) og voksede op i et musikalsk hjem. Han lærte tidligt at spille klaver og fik senere også undervisning i violoncel. Hos Johan Christian Gebauer fik Sick vejledning i harmonilære, men han blev aldrig rigtigt skole i musikteori, hvilket sikker skyldes, at faderen ønskede, at Sick skulle gå officersvejen. Han blev derfor indskrevet på Den kongelige militære Højskole, deltog 1850 i felttoget som sekondløjtnant ved artilleriet og udnævntes 1854 til premierløjtnant. 1863 avancerede han til kaptajn af 2. klasse og kompagnichef. Ved stormen på Dybbøl blev han fanget og samme år (1864) blev han Ridder af Dannebrog.
Efter krigen blev Sick adjudant ved artilleristaben og kompagnichef ved Københavns Søbefæstning. 1882 faldt han for aldersgrænsen, overgik året efter til forstærkningen og bevarede til sin død tilknytningen til hæren, interesserede sig meget for militærmusik og var medlem af besigtigelseskommissionen ved Munderingsdepotet.
Th. B. Sick havde fra barnsben komponeret musik og med tiden fik han skrevet mange værker. Bortset fra tre hæfter sange skrev han kun kammermusik. Hans produktion omfatter 26 sonater — deraf fire for klaver solo, femten med violoncel, fire med violin, to med obo og een med horn —, elleve strygekvartetter, ti klavertrioer, fem strygekvintetter, tre septetter og een nonet. Sick havde indsigt i den klassisk-romantiske kompositionsstil, men alligevel løfter hans værker sig ikke over det dilettantiske niveau, og de spilles sjældent i dag.
Han blev gift 18. december 1863 med Amalie (Amelie) Friedricke Charlotte Lesser (2. marts 1844 i Rendsborg – 8. august 1925 i København), datter af kaptajn Carl Ludvig August Heinrich Lesser (1800-1850) og Charlotte Christine Henriette Carstens (1817-1908) og søster til Johan Lesser.
Han er begravet på Garnisons Kirkegård.